# Neorites kevediana
Neorites kevediana är en tvåhjärtbladig växtart som beskrevs av L. S. Smith. Neorites kevediana ingår i släktet Neorites och familjen Proteaceae. Inga underarter finns listade i Catalogue of Life.